# Chiesa del Santissimo Nome di Gesù (Pianezza)
La Chiesa del Santissimo Nome di Gesù è un edificio religioso di Pianezza
Nel Medioevo in questa zona, chiamata Canton Albretta, vivevano i borghesi e vi si accedeva solo tramite pesanti porte. La chiesa nacque dopo la diatriba sull'unione delle due Parrocchie (San Pietro e San Paolo), grazie alla Confraternita del Santissimo nome di Gesù. I Batù (così sono chiamati i confratelli) non accettarono l'unione e costruirono una loro chiesa, proprio qui, nel canton Albretta, al margine dello storico abitato, nel 1680.
La costruzione avvenne in stile Barocco con la facciata in paramano. Il portone d'ingresso, in noce nazionale, completamente scolpito, introduce ad un'unica navata con due cappelle, una dedicata alla Madonna Consolata e una a San Giuseppe, ha la volta a botte affrescata con pregevoli dipinti del 1700, vi è un ampio coro dietro la parete del Presbiterio, sovrasta l'ingresso l'organo a canne con congegno a mantice del 1885. 
I lavori per la costruzione della chiesa terminarono nel 1682 e venne intitolata al SS. Nome di Gesù, come è indicato dal monogramma sulla facciata; nel 1843 ebbe un rifacimento. Nel 1730 fu terminato il campanile.
La chiesa subi un restauro nel 2006.